# Giovanni Accolla
Giovanni Accolla (Siracusa, 29 agosto 1951) è un arcivescovo cattolico italiano, dal 20 ottobre 2016 arcivescovo metropolita di Messina-Lipari-Santa Lucia del Mela.

## Biografia
Giovanni Accolla è nato a Siracusa, sede dell'omonima arcidiocesi, il 29 agosto 1951.

### Formazione e ministero sacerdotale
Ha ricevuto la sua formazione al sacerdozio presso il seminario arcivescovile della città aretusea e la preparazione teologica presso lo Studio teologico San Paolo di Catania; è stato ordinato presbitero il 16 aprile 1977 dall'arcivescovo Calogero Lauricella nella cattedrale di Siracusa.
Nel 2001 è stato nominato parroco della parrocchia San Giacomo ai Miracoli in Ortigia. Dal 2008 è stato presidente della Fondazione Sant'Angela Merici. È stato inoltre direttore dell'Ufficio diocesano per i beni architettonici e l'edilizia di culto ed infine dal 2004 membro del Comitato della Conferenza Episcopale Italiana per l'edilizia di culto.

### Ministero episcopale
Il 20 ottobre 2016 papa Francesco lo ha nominato arcivescovo metropolita di Messina-Lipari-Santa Lucia del Mela, il 7 dicembre ha ricevuto l'ordinazione episcopale nel santuario della Madonna delle Lacrime a Siracusa dalle mani di Salvatore Pappalardo, arcivescovo di Siracusa, co-consacranti Salvatore Gristina, arcivescovo di Catania, Corrado Lorefice, arcivescovo di Palermo, Benigno Luigi Papa, amministratore apostolico di Messina-Lipari-Santa Lucia, i cardinali Francesco Montenegro, arcivescovo di Agrigento, Paolo Romeo, arcivescovo emerito di Palermo, e Giuseppe Costanzo, arcivescovo emerito di Siracusa; ha preso possesso canonico dell'arcidiocesi il 7 gennaio 2017.

## Genealogia episcopale e successione apostolica
La genealogia episcopale è:
- Cardinale Scipione Rebiba
- Cardinale Giulio Antonio Santori
- Cardinale Girolamo Bernerio, O.P.
- Arcivescovo Galeazzo Sanvitale
- Cardinale Ludovico Ludovisi
- Cardinale Luigi Caetani
- Cardinale Ulderico Carpegna
- Cardinale Paluzzo Paluzzi Altieri degli Albertoni
- Papa Benedetto XIII
- Papa Benedetto XIV
- Cardinale Enrico Enriquez
- Arcivescovo Manuel Quintano Bonifaz
- Cardinale Buenaventura Córdoba Espinosa de la Cerda
- Cardinale Giuseppe Maria Doria Pamphilj
- Papa Pio VIII
- Papa Pio IX
- Cardinale Alessandro Franchi
- Cardinale Giovanni Simeoni
- Cardinale Antonio Agliardi
- Cardinale Basilio Pompilj
- Cardinale Adeodato Piazza, O.C.D.
- Cardinale Sebastiano Baggio
- Arcivescovo Luigi Bommarito
- Arcivescovo Salvatore Pappalardo
- Arcivescovo Giovanni Accolla

La successione apostolica è:
- Vescovo Cesare Di Pietro (2018)